# 贞山街道
贞山街道，是中华人民共和国广东省肇庆市四会市下辖的一个乡镇级行政单位。

## 行政区划
贞山街道下辖以下地区：
贞山社区、邓村社区、碧海湾社区、柑榄村、独岗村、姚沙村、坑口村、金星村、光荣村、大圳村、白龙村、龙麟村和龙头村。